# Moto Igualada-Aconcagua
L'Expedició Moto Igualada – Aconcagua – Amazones, coneguda també simplement com a Moto Igualada – Aconcagua, fou una expedició motoritzada portada a terme per cinc muntanyencs catalans l'any 1977, en el decurs de la qual intentaren l'ascensió de l'Aconcagua a bord de dues motocicletes Bultaco Sherpa T de 350 cc, amb l'objectiu d'assolir la màxima altitud possible amb moto. Els membres de l'expedició eren muntanyencs amateurs experts en alpinisme d'alta muntanya i alhora afeccionats al trial, tots ells igualadins i membres del Moto Club Igualada: Pep Bou, Joan Comellas, Santi Godó, Josep Maria Lladó i Jaume Llansana.
La iniciativa fou un èxit i el 14 de gener de 1977 aconseguiren arribar als 6.800 metres d'altitud, superant així el rècord mundial vigent fins aleshores (5.895 metres al Kilimanjaro, assolit el 26 d'octubre de 1974 per l'expedició Moto Igualada-Kilimanjaro en què havien participat també Godó, Lladó i Llansana).

## Història
L'intent de pujar a l'Aconcagua en motocicleta no era el primer: el febrer de 1976 hi havia hagut una expedició de sis muntayencs organitzada per l'importador de Bultaco a França, Frank Lucas, però tot i anar-hi amb el mateix model de moto que els igualadins no passaren dels 4.400 m.
L'expedició Moto Igualada-Aconcagua sortí de l'aeroport del Prat amb direcció a Buenos Aires el dissabte 18 de desembre de 1976. Un cop arribats a la capital argentina s'encaminaren a Mendoza, on contactaren amb un destacament de l'exèrcit argentí per tal d'aconseguir guies i material logístic. Finalment, el 29 de desembre sortiren en un camió de l'exèrcit cap a Puente del Inca, pas natural entre l'Argentina i Xile situat a 2.800 m d'altitud que és pràcticament una base militar. Allà s'hi estigueren fins al dilluns 3 de gener de 1977.
Dimarts, 4 de gener, començà l'expedició: Carregaren 10 mules amb uns 40-50 kg cadascuna, distribuïdes així: quatre per a portar el menjar, tres per als recanvis, dues amb els equips personals d'alta muntanya i la “mula cisterna”, carregada amb 40 litres de mescla de benzina i oli. En Jaume Llansana i en Josep Maria Lladó es desplaçaren en moto (Lladó fou qui portà la moto al cim del Kilimanjaro), mentre en Santi, en Pep i en Joan hi anaren en mula. Els acompanyaren sis militars, dels quals només el sergent coneixia el camí i hi entenia de mules.

### L'ascensió, dia a dia
- 1a setmana:[6]

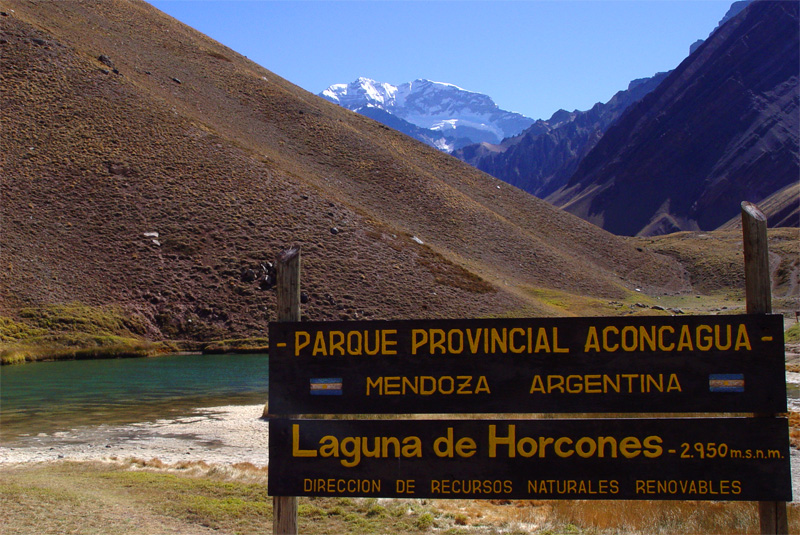
La llacuna del riu Horcones

1. Dimarts 4 de gener. De Puente del Inca al primer refugi, Plaza de Mulas Inferior, pujant un desnivell de 1.300 m en 35 km, travessant el riu Horcones i passant per Confluencias, cruïlla de les rutes Nord i Sud d'ascensió.
2. Dimecres 5 de gener. Estada al refugi.
3. Dijous 6 de gener. Ascensió al segon refugi, Plaza de Mulas Superior (4.400 m). El sender a la sortida del refugi inferior és força pla durant uns 200 m, iniciant de sobte un fort pendent anomenat “Cuesta Brava”. La part inferior de la pujada és de terra solta i el pendent màxim de tota la pujada, uns 45° aproximadament. Un cop acabada la Cuesta Brava, amb la qual se salva un desnivell d'uns 200 m, el camí travessa una sèrie de congosts produïts pels torrents que després formen el riu Horcones i finalment s'arriba al refugi havent superat un desnivell de 300 m amb relació a la Plaza de Mulas Inferior. Són unes tres hores de pujada a peu, mentre que la baixada es fa en mitja hora.
4. Divendres 7 de gener. Segon desplaçament al refugi superior per a portar-hi més material.
5. Dissabte 8 de gener. Trasllat de la resta del material al refugi superior.
6. Diumenge 9 de gener. Seguint amb el pla d'aclimatació pugen fins als 4.900 m.

- 2a setmana:[6]

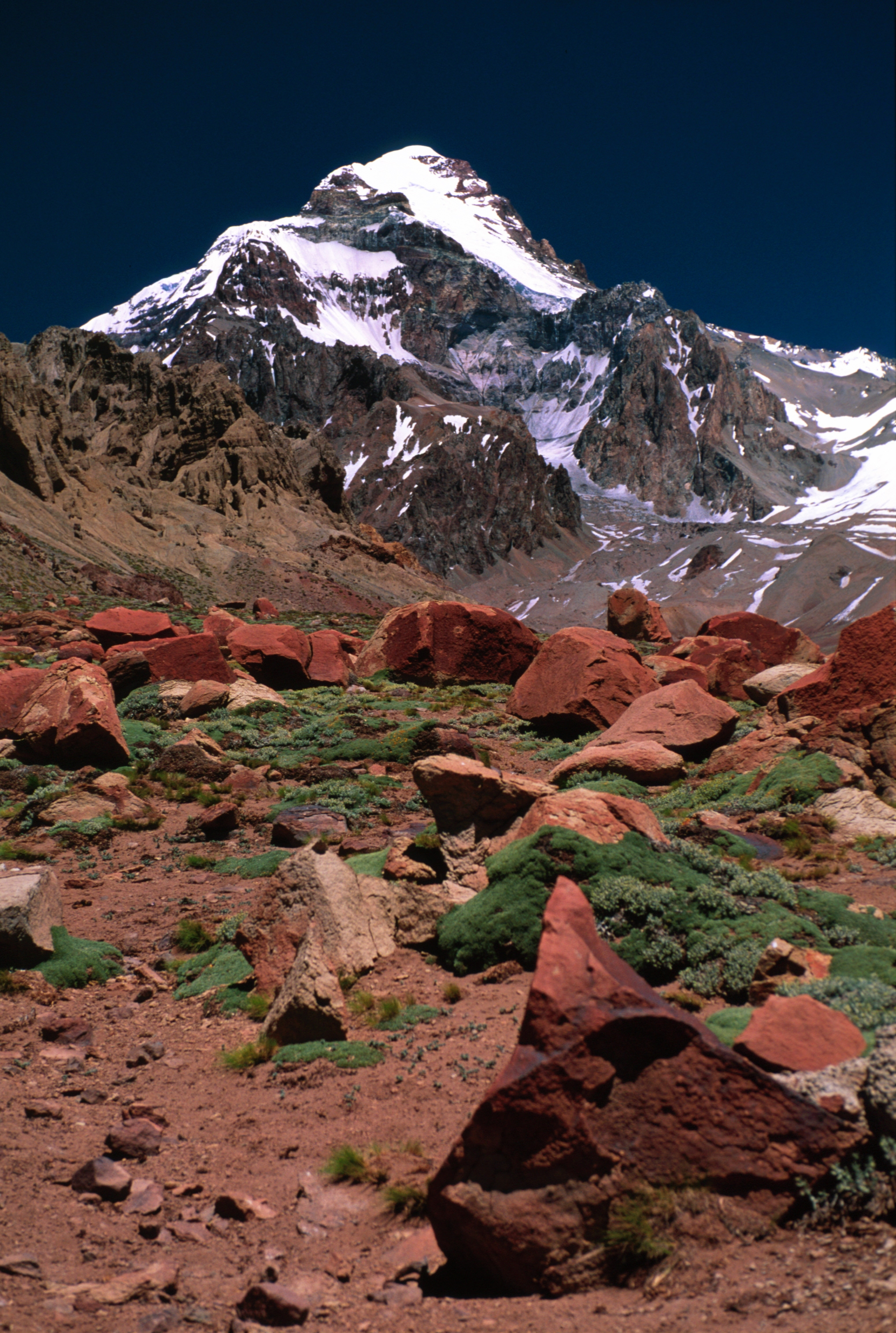
El cim de l'Aconcagua vist des de Puente del Inca

1. Dilluns 10 de gener. Dia de descans
2. Dimarts 11 de gener. Deixen el refugi Plaza de Mulas Superior i inicien l'ascensió amb les motos cap al refugi "Berlín" (6.400 m). Arribats al Portezuelo Manso (5.200 m) han de plantar les tendes isotèrmiques a causa de la neu.
3. Dimecres 12 de gener. Del Portezuelo Manso al refugi Berlín, passant pel Gran Acarreo (una gran tartera) i el Nido de Cóndores, assolint els 6.800 m d'altitud.
4. Dijous 13 de gener. S'inicia l'atac al cim pilotant una de les dues motocicletes.
5. Divendres 14 de gener. En Josep Maria Lladó continua l'ascensió amb la moto. En arribar als 6.800 m el pendent creix de cop, uns 45°, és l'inici de la “Canaleta”,[7] la qual resulta impracticable i decideixen deixar-hi la moto i tornar al refugi. 200 metres més amunt d'on deixen la moto hi ha el cim, n'arriben a veure la creu que el corona a 7.035 metres.
6. Dissabte 15 de gener. Dia de descans.
7. Diumenge 16 de gener. Pugen fins a la moto i proven de continuar debades.

- 3a setmana:
  - Dilluns 17 a diumenge 23 de gener. Descans, recuperació i logística. Es gira mal temps (fortes nevades, vent i davallada de temperatura) per la qual cosa es passen força dies tancats al refugi.
- 4a setmana:[8]

1. Dilluns 24 de gener. Segueix el mal temps i han de romandre al refugi.
2. Dimarts 25 de gener. Tot i el mal temps miren d'arribar fins a la moto sense aconseguir-ho.
3. Dimecres 26 de gener. Apareix el “viento blanco”, neu granissada que vola a velocitats de fins a 150 km/h. En Josep Maria i en Santi avancen amb molta feina i aconsegueixen arribar fins a la moto, completament colgada per la neu. Aconsegueixen desenterrar-la i engegar-la, baixant-la després al refugi. La temperatura, al voltant dels 30º sota zero, fa que en Josep Maria pateixi principi de congelació a dos dits del peu.
4. Dijous 27 de gener. S'inicia el descens definitiu al refugi de Plaza de Mulas Inferior.
5. Divendres 28 de gener. Descans d'en Josep Maria i en Santi per a refer-se del seu gran esforç.
6. Dissabte 29 de gener. Surten de Plaza de Mulas Inferior i arriben a Puente del Inca.
7. Diumenge 30 de gener. Surten de Puente del Inca i arriben a Mendoza. Punt final de l'aventura de l'Aconcagua.

### Recorregut per l'Amazones
Un cop acabat el projecte de l'Aconcagua, començaren la segona part de l'aventura: l'expedició per terres de l'Amazones. Sortiren cap al nord de l'Argentina amb la moto que va atènyer els 6.800 m i un vehicle tot-terreny (un “Estanciera-IKA” de 6 cilindres i motor de benzina). Per tal d'aconseguir fons, organitzaven projeccions als pobles per on passaven de les pel·lícules “Expedición en moto Igualada – Kilimanjaro” i “Raid Motociclista Barcelona – Cape Town”, les dues aventures que havia portat a terme recentment el Moto Club Igualada.
Després de passar per Corrientes en època de carnavals entraren al Paraguai, i d'allà al Brasil per les cascades de l'Iguaçú. D'allà, passaren al litoral: Estat de São Paulo (on en Santi abandonà l'expedició i tornà a Igualada), Rio de Janeiro, etc. Al llarg d'uns 4.000 km de pistes, travessaren les regions del Mato Grosso, Rondônia i entraren a l'Amazònia en època de pluges. Tot i que la seva intenció era arribar a Veneçuela, a Manaus se'ls acabaren els diners i donaren per acabada l'expedició, empaquetant la moto per a trametre-la a Barcelona.
Finalment, el 2 d'abril de 1977 arribaren a Barcelona, tres mesos i mig després que n'haguessin sortit per a començar l'expedició.

## Els protagonistes
La composició detallada del grup era aquesta:
| Expedicionari           | Edat el 1977 | Any de naixement | Professió                               | Tasca durant l'expedició              |
| ----------------------- | ------------ | ---------------- | --------------------------------------- | ------------------------------------- |
| Pep Bou Farreras        | 27           | 1950             | Dissenyador en una empresa tèxtil       | Reporter gràfic i secretari           |
| Joan Comellas Benítez   | 22           | 1954 o 1955      | Mecànic                                 | Preparació i manteniment de les motos |
| Santiago Godó Rodés     | 42           | 1934 o 1935      | Comerciant                              | Relacions públiques i finançament     |
| Josep Maria Lladó Costa | 21           | 1955 o 1956      | Estudiant (4t d'enginyeria aeronàutica) | Primer pilot i alimentació            |
| Jaume Llansana Marcé    | 29           | 1947 o 1948      | Professor d'informàtica                 | Segon pilot i primers auxilis         |

### Les motos
Les dues Bultaco Sherpa T que portaven eren sengles exemplars del model 183, completament de sèrie. Inicialment les muntaren amb culates i carburadors normals de trial, bugies de la marca Champion -tirant a calentes- i els amortidors Betor originals. Muntaven pneumàtics de trial marca Dunlop al darrere i, al davant, una en duia de Pirelli i l'altra, de Michelin. Finalment, olis de canvi i embragatge estàndard, així com líquid hidràulic per a la suspensió del davant.
Després de provar les motos a 4.400 m d'altitud decidiren de canviar-ne la compressió i la carburació, tot substituint les culates originals per unes amb més compressió (tipus Pursang) i canviant els xiclets dels carburadors per uns altres de pas més petit, aconseguint així que anessin més "seques".

### L'equipament
L'equip que havien portat des de Barcelona totalitzava 500 kg de càrrega, format per les dues motos desmuntades i tota mena de recanvis i accessoris per tal d'adaptar-les a la muntanya (trial) i a la travessa per l'Amazones (tot terreny). A banda, tot l'equip d'alta muntanya i gran quantitat de material fotogràfic i fílmic.